# 零因子
抽象代数学において、環の零因子（れいいんし、英:  zero divisor）とは、環の乗法において、
零以外の元と掛けたのに零となるような積が、少なくとも一つ存在する
ような元のことである。
これは環の乗法における因子の特別な場合である。

## 定義
環 {\displaystyle R} の元 {\displaystyle a} は、{\displaystyle ax=0} となる {\displaystyle x\neq 0} が存在するとき、すなわち
{\displaystyle \exists x\in R\smallsetminus \{0\}:ax=0}
を満たすときに左零因子（ひだりれいいんし、ひだりぜろいんし、英: left zero divisor）と呼ばれる。この定義では非零元の存在を要求するから、自明な環における0は零因子ではないが、自明な環以外では、0は必ず零因子となる。
また、この定義は、x を ax に送る R から R への写像が単射でないことと同値である。同様に、環の元 a が右零因子とは、ある y ≠ 0 が存在して ya = 0 となることである。
左または右零因子である元は単に零因子と呼ばれる。左かつ右零因子である元 a は両側零因子（two-sided zero divisor）と呼ばれる（ax = 0 となる零でない x は ya = 0 となる零でない y とは異なるかもしれない）。環が可換であれば左零因子と右零因子は同じである。
環の零因子でない元は正則である（regular）または非零因子（non-zero-divisor）と呼ばれる。0でない零因子は0でない零因子（nonzero zero divisor）または非自明な零因子（nontrivial zero divisor）と呼ばれる。